# 長崎県道228号御厨江迎線
長崎県道228号御厨江迎線（ながさきけんどう228ごう みくりやえむかえせん）は、長崎県松浦市から佐世保市に至る一般県道である。

## 概要
松浦市御厨町西田免から佐世保市江迎町長坂に至る。国道204号の東側を通る。

### 路線データ
- 起点：松浦市御厨町西田免（国道204号交点）
- 終点：佐世保市江迎町長坂（国道204号交点）
- 距離：6.7 km

## 地理

### 通過する自治体
- 長崎県
  - 松浦市 - 佐世保市

### 交差する道路
| 交差する道路                              | 市町村名 | 交差する場所 | 交差する場所 |
| ----------------------------------------- | -------- | ------------ | ------------ |
| 国道204号 国道383号 重複                  | 松浦市   | 御厨町西田免 | 起点         |
| 長崎県道258号平戸江迎線 北松広域農道 重複 | 佐世保市 | 江迎町北田   | [ 注釈 1 ]   |
| 国道204号                                 | 佐世保市 | 江迎町長坂   | 終点         |

### 交差する鉄道
- 松浦鉄道西九州線

### 沿線
- 佐世保市役所江迎支所